# Биокад
Biocad (юр. название АО «БИОКАД») — российская биотехнологическая компания, занимающаяся исследованием, разработкой, производством и дистрибуцией фармацевтической и биофармацевтической продукции. В более 40 лабораториях работают свыше 2 700 человек, из которых около 40 % учёные и исследователи. Офисы и представительства компании находятся в России, ОАЭ, Бразилии, Вьетнаме и Китае..

## История компании

### 2001—2010
Biocad основана в 2001 году Дмитрием Морозовым и его бизнес-партнёром Андреем Карклиным. История компании начинается со строительства первого фармацевтического завода в селе Петрово-Дальнем Красногорского района Московской области. В новый производственный комплекс было вложено порядка 8 млн долларов.
2002: на базе советского Института инженерной иммунологии в пос. Любучаны Московской области компания создала собственную научно-исследовательскую площадку — Центр инженерной иммунологии (ЦИИ), в том же году предприятие получило первую выручку — 91 тыс. рублей. Компания превратилась в фармацевтическое предприятие полного цикла создания лекарственных препаратов от поиска молекулы и генной инженерии до клинических исследований, массового производства и маркетинговой поддержки.
2003: выручка Biocad составила более 5 млн рублей.
2004: компания получила грант правительства США на разработку интерферона-бета..
2005: учёные из Любучан создали первый оригинальный препарат компании Biocad — свечи с противовирусным белком-интерфероном «Генферон» для лечения урогенитальных инфекций.
2006: Biocad получила регистрационное удостоверение на препарат филграстим (торговое наименование — Лейкостим) — первый российский рекомбинантный гранулоцитарный колониестимулирующий фактор человека. Предназначен для профилактики и лечения нейтропении, ассоциированной с химиотерапией и терапией ВИЧ.
2010: компания стала резидентом особой экономической зоны «Нойдорф» в Санкт-Петербурге и перенесла туда свой производственный комплекс.

### 2011—н.в.
Разработка препарата была утверждена Комиссией при Президенте Российской Федерации по модернизации и технологическому развитию экономики России и включала создание собственной технологии производства моноклональных антител, проведение полномасштабных доклинических испытаний, направленных на всестороннюю характеризацию биоаналога, изучение его физических и химических свойств в сравнении с оригинальным препаратом, а также сравнительное исследование биологических эффектов у чувствительных к действию ритуксимаба животных.
2011: Андрей Карклин вышел из капитала Biocad, продав свою долю Газпромбанку. Biocad открыла второй R&D центр в пос. Стрельна, Санкт-Петербург.
2013: компания запустила производство субстанций на основе моноклональных антител на производственной площадке в пос. Стрельна, Санкт-Петербург. Также компания зарегистрировала первый отечественный препарат пегилированного интерферона альфа (торговое наименование — Альгерон), показанный для терапии для хронического гепатита С. Инвестиции в разработку препарата, длившуюся 5 лет, составили 5 млн долларов.
2014: на рынок был выпущен ритуксимаб (торговое наименование — Ацеллбия). Ритуксимаб — первый российский препарат на основе моноклональных антител, биоаналог. Предназначен для терапии неходжкинской лимфомы, хронического лимфолейкоза, ревматоидного артрита, гранулематоза Вегенера и микроскопического полиангиита.. Компания открыла третий R&D центр, инвестиции в который составили более 200 млн рублей.
2015: Biocad завершила регистрацию лекарственных препаратов Бевацизумаб (торговое наименование — Авегра), основанный на рекомбинантном гуманизированном моноклональном антителе и предназначенный для терапии колоректального рака, рака яичника, рака шейки матки, рака почки, глиобластомы, рака легкого, рака молочной железы, и Трастузумаб (тороговое наименование — Гертикад) на основе моноклонального антитела IgG1 для терапии рака молочной железы и рака желудка с гиперэкспрессией HER2.. Компания открыла новый R&D центр, включающийвосемь лабораторий общей площадью 1,5 тыс. м². в Санкт-Петербурге.
2016: компания открыла первый в России научно-исследовательский комплекс (R&D) по разработке инновационных лекарственных препаратов передовой терапии, так называемых ЛППТ. Это новое направление в современной медицине — препараты генной и клеточной терапии, которые способны вылечить заболевания, ранее не поддававшиеся лечению терапии. Среди них: врождённые генетические отклонения, последние стадии рака и другие.
2017: компания начала строительство производственных площадок в России и Финляндии, а также открыла международные офисы в Египте и Вьетнаме. 31 мая 2017 года BIOCAD получила статус стратегического инвестора Санкт-Петербурга в рамках инвестиционного проекта «Организация высокотехнологичного производства химических субстанций и готовых лекарственных форм» на площадке производственной зоны «Пушкинская». В сентябре 2017 года компания выиграла конкурс на поставку в Москву противоопухолевых препаратов на 14 млрд рублей.
2018: в феврале Biocad зарегистрировала первый отечественный биоаналог инфликсимаба, направленный на лечение ревматоидного артрита и псориаза. В сентябре компания заключила соглашение с китайской Shanghai Pharmaceuticals о создании двух совместных предприятий для разработки, регистрации и вывода на рынок Китая лекарственных препаратов на основе моноклональных антител.
2019: в апреле компания зарегистрировала оригинальный ингибитор интерлейкина-17 (anti-IL-17) для лечения среднетяжёлого и тяжёлого псориаза. На разработку и клинические исследования нового препарата Эфлейра (международное непатентованное наименование — нетакимаб) потребовалось 8 лет, инвестиции в разработку составили 568 млн рублей. В ноябре 2019 за разработку Эфлеры (нетакимаб) BIOCAD получила премии Правительства Санкт-Петербурга «Лучший инновационный продукт в сфере медицины, биотехнологий и фармацевтики». В июле 2019 году Biocad открыла в Санкт-Петербурге собственный научно-производственный центр по созданию биологических субстанций и готовых лекарственных форм лекарственных форм.
2020: в сентябре на площадке Алабушево особой экономической зоны (ОЭЗ) «Технополис Москва» в городе Зеленоград Biocad открыла производственный комплекс «ПК-137» (юр. название ООО «ПК-137»). 18 июня 2020 года за разработку и внедрение в клиническую практику комплекса лекарственных препаратов на основе моноклональных антител для лечения онкологических и аутоиммунных заболеваний BIOCAD была удостоена "Государственной премии Российской Федерации в области науки и технологий 2019 года.
2021: 26 ноября BIOCAD получила патент на вакцину от COVID-19. Новая вакцина против SARS-CoV-2, находящаяся на стадии клинических испытаний, является векторной, она создана на основе аденовируса пятого типа.
2022: Biocad располагает самой большой в мире библиотекой человеческих антител с данными о более чем 600 миллиардах молекул.
2023: В декабре Минздрав РФ зарегистрировал разработанный Biocad препарат для терапии меланомы, который представляет собой комбинацию двух иммуноонкологических антител — нурулимаба и пролголимаба. Компания оценила инвестиции в разработку и исследования лекарства в 1 млрд руб.
2024: В апреле Минздрав РФ зарегистрировал первый в мире препарат для лечения болезни Бехтерева под названием сенипрутуга, который был разработан учёными Российского национального исследовательского медицинского университета имени Н. И. Пирогова, Института биоорганической химии имени академиков М. М. Шемякина и Ю. А. Овчинникова РАН совместно с Biocad, которая планирует наладить его выпуск.

## Собственники и руководство
Материнской компанией «Биокада» является кипрская Biocad Holding.
Акционеры Biocad Holding (по состоянию на июнь 2017 года):
- 50 % — Валерий Егоров (предприниматель, партнёр основного акционера «Фармстандарта» Виктора Харитонина)[26];
- 30 % — Дмитрий Морозов (основатель и бывший генеральный директор «Биокада», ныне председатель совета директоров)[27];
- 20 % — ПАО «Фармстандарт»

В 2011 году владельцем контрольного пакета «Биокада» стал «Газпромбанк».
В 2014 году «Газпромбанк» вышел из состава «Биокада», половину компании приобрела организация Millhouse, управляющая активами Романа Абрамовича. В конце 2015 года Millhouse продала свою долю «третьему лицу».

## Продукция
Продуктовый портфель Biocad насчитывает 61 зарегистрированный препарат, из которых 9 — оригинальные, 22 — биологические. Ещё более 40 препаратов находятся на разных стадиях разработки.
Разработка, производство и продвижение собственных лекарственных средств, а также воспроизведённых (биоаналогов, дженериков); изготовление субстанций для производства лекарственных препаратов — основные направления развития Biocad.
В 2015 году компания вложила 200 миллионов рублей в разработку препаратов против гепатита C и рака. На эти деньги в Санкт-Петербурге был построен комплекс из восьми лабораторий общей площадью 1500 м2.
По данным IMS Health, за 2017 год компания заняла первое место на рынке противоопухолевых препаратов с долей 14,2 % без учёта программы 7ВЗН(Семь высокозатратных нозологий) и 18,9 % с учётом программы., а также первое место на российском рынке государственных закупок с долей 4,2 %.
В 2020 году, по данным аналитической компании IQVIA, Biocad заняла 1 место на рынке противоопухолевых препаратов в России.

## Оригинальные препараты
В 2019—2020 годах Biocad зарегистрировала три оригинальных препарата на основе моноклональных антител: нетакимаб, пролголимаб и левилимаб.

### Нетакимаб
В апреле 2019 года компания зарегистрировала нетакимаб (торговое названиеторговое наименование — Эфлейра) — первый российский оригинальный препарат на основе моноклонального антитела, ингибитора интерлейкина-17 (anti-IL-17). Разработка препарата началась в 2012 году, и инвестиции в разработку составили 568 млн рублей. Нетакимаб был создан на основе иммуноглобулина ламы в ходе «умной гуманизации» аминокислотных последовательностей ламы путем добавления в них легких цепей человека. Предназначен для лечения псориаза, рентгенографического аксиального спондилоартрита и бляшечного псориаза средней и тяжелой степени. В 2020 году нетакимаб был одобрен для применения при лечении пациентов с псориатическим артритом и включен в список ЖНВЛП и ОНЛС. Три клинических исследования (ASTERA, PATERA, PLANETA) подтвердили высокую эффективность, низкую иммуногенность и благоприятный профиль безопасности нетакимаба при лечении рентгенографического аксиального спондилоартрита, псориатического артрита и бляшечного псориаза.

### Пролголимаб
20 апреля 2020 года Biocad зарегистрировала препарат для лечения неоперабельной и метастатической меланомы пролголимаб (торговое названиеторговое наименование — ФОРТЕКА). Разработка препарата началась под руководством российского ученого-биолога О. В. Гончаровой. Пролголимаб — это первый оригинальный ингибитор PD-1 класса IgG1, полностью человеческое моноклональное антитело с модифицированным Fc-фрагментом и первый оригинальный ингибитор иммунных контрольных точек. Предназначен для иммунотерапии у пациентов с неоперабельной или метастатической меланомой. 4 августа 2020 года пролголимаб был включён в перечень ЖНВЛП.

### Левилимаб
5 июня 2020 года Biocad зарегистрировала левилимаб (торговое названиеторговое наименование — Илсира) — оригинальное моноклональное антитело, которое связывается с альфа-субъединицей рецептора IL-6 (IL-6R) и блокирует передачу сигнала IL-6 в клетки. Изначально, препарат предназначался для патогенетической терапии синдрома высвобождения цитокинов при тяжелом течении SARS-CoV-2, вызывающего инфекцию COVID-19. 3 сентября 2020 года левилимаб был включен в методические рекомендации Минздрава РФ, 14 октября 2020 года препарат вошел в перечень ЖНВЛП. 29 сентября 2021 года было опубликовано исследование CORONA, подтверждающее эффективность левилимаба и продемонстрировавшее благоприятный профиль польза/риск препарата у умеренно и тяжело больных пациентов с COVID-19. В середине 2021 года по результатам клинического исследования SOLAR фазы 3 левилимаб был одобрен для лечения ревматоидного артрита.

## Деятельность
| Год  | Выручка, млн. руб |
| ---- | ----------------- |
| 2002 | 0,091             |
| 2003 | 5                 |
| 2010 | 1 000             |
| 2011 | 2 600             |
| 2014 | 8 400             |
| 2015 | 8 600             |
| 2016 | 14 000            |
| 2017 | 15 500            |
| 2018 | 21 700            |

Компания выпускает оригинальные лекарственные средства, а также биоаналоги по направлениям:
- онкологические заболевания (пролголимаб, трастузумаб, бевацизумаб, ритуксимаб, эмпэгфилграстим, филграстим, паклитаксел, бендамустин, гранисетрон, пеметрексед и другие);
- аутоиммунные заболевания (левилимаб, нетакимаб, ритуксимаб, адалимумаб, инфликсимаб, дивозилимаб, финголимод, интерферон бета-1а, интерферон бета-1б, сампэгинтерферон бета-1а, глатирамера ацетат, терифлуномид и другие);
- инфекционные заболевания (левилимаб, цепэгинтерферон альфа-2b, вориконазол и другие).

Выручка «Биокада» в 2018 году составила 21,7 млрд руб. (+ 39,5 % к 2017 году), экспорт составил почти десятую часть выручки компании (9,44 %) и превысил 2 млрд руб.. Самый высокий показатель продаж был зафиксирован в Латинской Америке, странах Ближнего Востока, Африке и Азиатско-Тихоокеанском регионе. Общая сумма поставок в страны СНГ в 2018 году составила 1,03 млрд руб.. Препараты компании экспортируются в 30 стран: Азербайджан, Армения, Беларусь, Грузия, Казахстан, Кения, Киргизия, Молдова, Монголия, Узбекистан, Вьетнам, Гондурас, Никарагуа, Йемен, Боливия, Мексика, Марокко, Бангладеш, Филиппины, Шри-Ланка, Панама, Камбоджа, Ирак, Сенегал, Кот Д’Ивуар, Уганда, Пакистан, Гватемала, Доминиканская Республика.
По словам генерального директора, Дмитрия Морозова, в 2017 году объём экспорта составил 1 млрд руб., а также шла регистрация биотехнологических лекарственных препаратов компании, в том числе моноклональных антител в различных регионах мира (Латинская Америка, Ближний Восток, Юго-Восточная Азия). В 2017 году в общей сумме проходило 66 регистрационных процессов препаратов, более чем в 30 странах, а в 2021 году их число составило более 196.

## Производственные площадки
Biocad имеет в распоряжении 7 действующих производственных площадок:
Москва:
- Производственный корпус 1 в с. Петрово-Дальнее, Красногорский р-н, Московская область площадью 3250 м2;
- Производственный комплекс 2 в с. Петрово-Дальнее, Красногорский р-н, Московская область площадью 3760 м2;
- Научно-исследовательский центр в пос. Любучаны, Чеховский р-н, Московская область площадью 2000 м2.
- Производственный комплекс «ПК-137» (юр. название ООО «ПК-137») [46], площадка Алабушево, особая экономическая зоны (ОЭЗ) «Технополис Москва», город Зеленоград площадью 2000 м2.

Санкт-Петербург:
- Производственный комплекс 1 в ОЭЗ «Санкт-Петербург», площадка «Нойдорф», пос. Стрельна, Петродворцовый район Санкт-Петербурга площадью 2000 м2;
- Производственный комплекс 2 в ОЭЗ «Санкт-Петербург», площадка «Нойдорф», пос. Стрельна, Петродворцовый район Санкт-Петербурга площадью 25000 м2;
- Производственный комплекс 3 в ОЭЗ «Санкт-Петербург», площадка «Нойдорф», пос. Стрельна, Петродворцовый район Санкт-Петербурга площадью 3500 м2.

## Научно-исследовательские проекты (Research&Development)
- Научно-исследовательская база, по стандартам GLP (Good Laboratory Practice) и GCP (Good Clinical Practice)
- Производство препаратов в соответствии с требованиями GMP (Good Manufacturing Practice)
- Центр биоинформатики, на базе которого разрабатываются лекарственные препараты на основе моноклональных антител.[38]
- Три R&D центра, которые занимаются созданием оригинальных лекарств, биоаналогов и лекарств генной терапии[39]

## Награды и премии
- Премия «Индустрия», лето 2014[40].
- Победитель Национального рейтинга российских быстрорастущих технологических компаний «ТехУспех» с 2014 по 2018 год[41].
- Премия Правительства в области качества, 2016 год[42].
- Награда Aon Best Employer как «Лучший работодатель России 2016», 22 ноября 2016 года[43].
- Премия Правительства Российской Федерации в области качества, 2016 год[44].
- Награда «Инвестор года — 2016» за реализацию лучшего инвестиционного проекта в сфере промышленности «Открытие нового исследовательского лабораторного комплекса»[45].
- Второе место во II Всероссийском конкурсе GRADUATE AWARDS-2017 за проект «Комплексная работа со школьниками»[46].
- Победитель в номинации «Лучший проект по импортозамещению» конкурса «Лидеры российского бизнеса — 2018»[47].
- Победитель номинации «Лучший инновационный продукт в сфере медицины, биотехнологий и фармацевтики», премии Правительства Санкт-Петербурга, 2018 год[42].
- Победитель в номинации «Лучшая команда» всероссийского конкурса «Лучшие юридические департаменты России — 2019»[48].
- Государственная премия Российской Федерации в области науки и технологий 2019 года.
- Победитель в номинации «За динамичное развитие бизнеса» конкурса «Лидеры российского бизнеса: динамика, ответственность, устойчивость — 2020».
- Второе место на всероссийской премии «За верность науке» за проект «Цикл лекций для школьников и студентов от BIOCAD».